# 韩恢墓
韩恢墓位于江苏省南京市玄武区中山门外的卫桥、南京地铁2号线苜蓿园站东侧，是1920年代中国军事将领——韓恢的墓葬。1922年韩恢在南京小营被害。1928年，韩恢遗骸由小营迁葬至卫岗西坡。文化大革命期间，此墓被毁。1987年，南京市栖霞区人民政府在原址修复墓包、墓碑和照壁。1992年成为第二批南京市文物保护单位。
韩恢墓紧邻普通市民的生活区，因此常年被垃圾包围。2002年进行修缮，但效果不佳。2011年有报道称：这位孙中山的坚定追随者，死后不得不与垃圾为邻。